# جيم غلاسر
جيم غلاسر (بالإنجليزية: Jim Glaser)‏ هو كاتب أغاني أمريكي، ولد في 16 ديسمبر 1937 في سبالدينغ في الولايات المتحدة، وتوفي في 6 أبريل 2019.

## وصلات خارجية
- جيم غلاسر على موقع ميوزك برينز (الإنجليزية)
- جيم غلاسر على موقع ديسكوغز (الإنجليزية)